# Pomnik Mikołaja Kopernika we Fromborku (1909)
Pomnik Mikołaja Kopernika we Fromborku – niezachowany pomnik poświęcony Mikołajowi Kopernikowi, wzniesiony w 1909 roku, zburzony w 1947 roku.

## Historia pomnika
Mikołaj Kopernik był członkiem kapituły warmińskiej, funkcję kanonika we Fromborku pełnił przez 46 lat (od 1497). Po śmierci we fromborskiej katedrze został też pochowany.
Inicjatorem upamiętnienia Mikołaja Kopernika było Warmińskie Towarzystwo Historyczne oraz proboszcz katedralny Franz Dittrich (który był w tym czasie przewodniczącym WTH). Latem 1905 roku zawiązano komitet budowy pomnika i zaczęto zbierać fundusze na monument. Zbiórka pieniędzy spotkała się ze sporym odzewem mieszkańców, jednak daleko było do zgromadzenia potrzebnych środków. Na początku 1906 roku ksiądz Dittrich zwrócił się z prośbą do cesarza Wilhelma II o wsparcie tej inicjatywy. Cesarz przychylił się do pomysłu, przyznając już latem tego samego roku na ten cel kwotę 20 000 marek. To pozwoliło ruszyć z realizacją projektu. Wybrano dogodne miejsce na pomnik i jesienią 1906 roku ogłoszono konkurs na projekt. 28 maja 1907 roku zebrała się w Berlinie komisja rządowa wraz z przewodniczącym komitetu budowy pomnika – profesorem Franzem Niedenzu z Królewskiego Liceum Hosianum w Braniewie. Komisja nie zaakceptowała żadnego z przedstawionych projektów, ale zaznaczyła, że projekt elbląskiego rzeźbiarza Heinricha Splietha nadaje się do skierowania do dalszych prac. Rozpisano kolejny konkurs. Jednak i ten nie doszedł do skutku, gdyż cesarzowi Wilhelmowi spodobał się inny przedstawiony projekt architekta Maxa Meckela, toteż po naniesieniu przez cesarza kilku poprawek na ten projekt polecił skierować ten do dalszych prac. Projekt wrócił do architekta Meckela, który nadał mu ostateczny kształt, i tenże projekt został zatwierdzony przez komisję 20 października 1908 roku.
Pomnik został wzniesiony w najwyższym miejscu Wzgórza Katedralnego z widokiem na Zalew Wiślany na wysokości 25 m n.p.m. Współwykonawcą dzieła był rzeźbiarz Joseph Julius Seitz (jedynie rzeźba Grupa Ukrzyżowania jego autorstwa zachowała się na cmentarzu kanoników we Fromborku).
Monument poświęcony Kopernikowi został ukończony 7 października 1909 roku i uroczyście odsłonięty następniego dnia, 8 października, przez samego cesarza Wilhelma II, który zadowolony z efektów pracy w podziękowaniu uścisnął po odsłonięciu dłoń głównemu wykonawcy, architektowi Meckelowi. Pomnik ozdabiała płaskorzeźba z brązu z popiersiem Kopernika z konwalią (która była symbolem medycyny, pierwszego zawodu Kopernika). Powyżej zamocowana została metalowa tarcza z przedstawieniem układu heliocentrycznego. Wyżej znajdował się napis „COPPERNICUS”. Na tej samej wysokości na czterech narożnych wieżyczkach umieszczono nazwiska czterech innych wybitnych astronomów: Kepler, Galilei, Gauß, Newton.
Pomnik ten został znacznie zdewastowany w lutym 1945, po zdobyciu Fromborka przez Armię Czerwoną, natomiast w 1947, czyli już za panowania polskich władz, został zburzony, gdyż uznano go za jeden z symboli nazizmu. Zdobiące pomnik brązowe płaskorzeźby, przedstawiające popiersie Kopernika z konwalią oraz krąg zodiakalny (na zdjęciach) przekazane zostały fromborskiemu oddziałowi Polskiego Towarzystwa Miłośników Astronomii. Pozostawiono tylko boniowany cokół z ostrołukowym wejściem od strony północnej, który został również rozebrany w roku 1970 (lub 1972).
Krąg zodiakalny został zamontowany na południowej elewacji wieży wodnej na kanale imienia Kopernika. Podczas wichury w listopadzie 1982 tarcza z przedstawieniem systemu heliocentrycznego i znaków zodiaku została zerwana z wieży przez wiatr i przez długi czas znajdowała się na dachu pawilonu handlowego dobudowanego do ściany wieży wodnej. W końcu zniknęła, prawdopodobnie zniszczona nieodwracalnie jako złom. Jedynie popiersie Kopernika ocalało i można je oglądać wystawione w Muzeum Mikołaja Kopernika.
Po samym pomniku współcześnie również nie ma śladu, na jego miejscu znajduje się tylko trawnik przy kanonii św. Stanisława Kostki.
W 1973 roku, w związku 500-leciem urodzin astronoma i obchodami Roku Kopernikańskiego, został u podnóża Wzgórza Katedralnego odsłonięty nowy pomnik przedstawiający sylwetkę Kopernika. Pomnik ten, znacznie skromniejszych rozmiarów, bo o wysokości 6 metrów na 3-metrowym cokole, wzbudza mieszane odczucia i nie zachwyca już tak artyzmem i monumentalnością jak pierwszy pomnik z 1909 roku.

## Galeria zdjęć

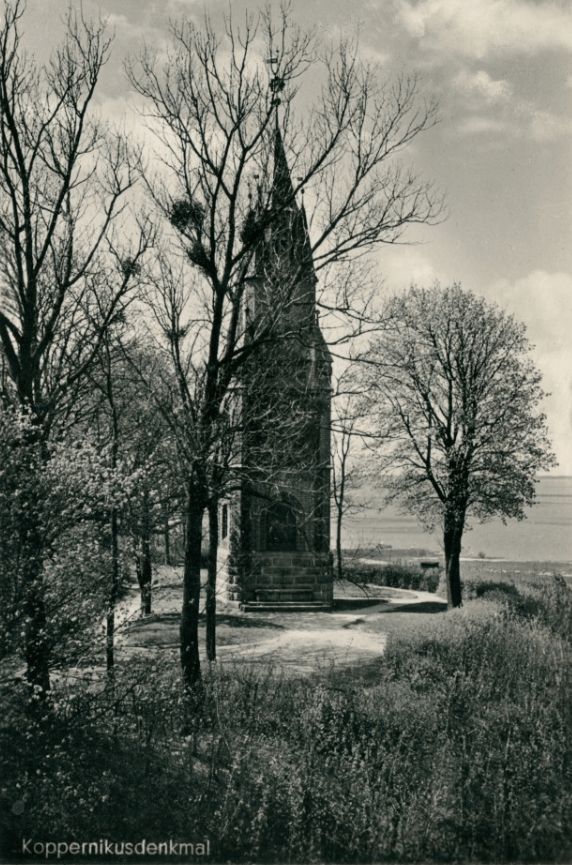
Usytuowanie pomnika na tle Zalewu Wiślanego
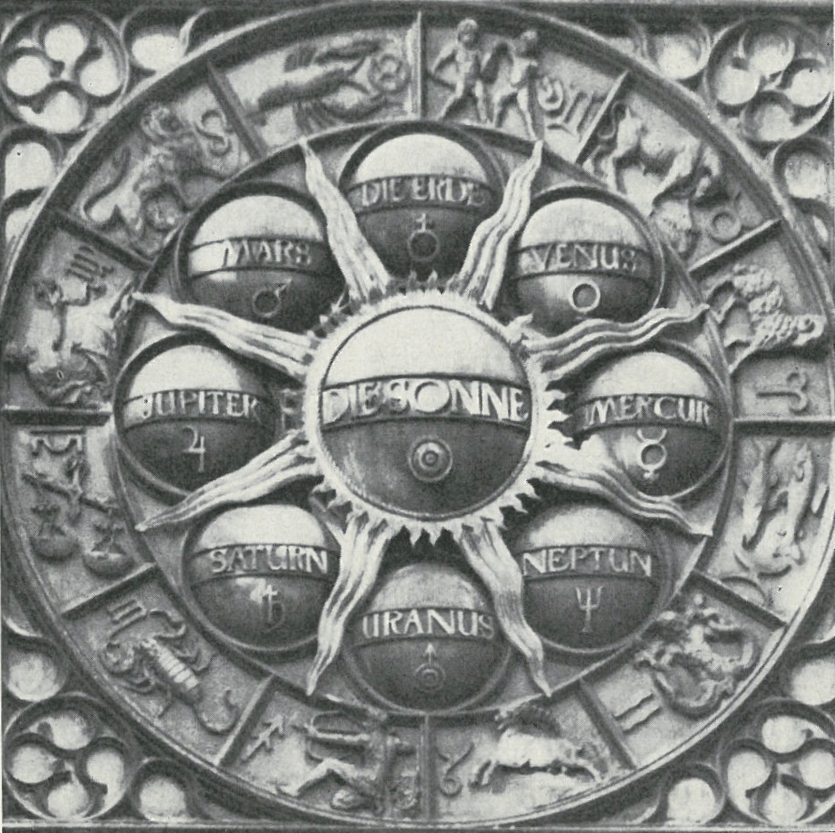
Symboliczne przedstawienie systemu heliocentrycznego Kopernika
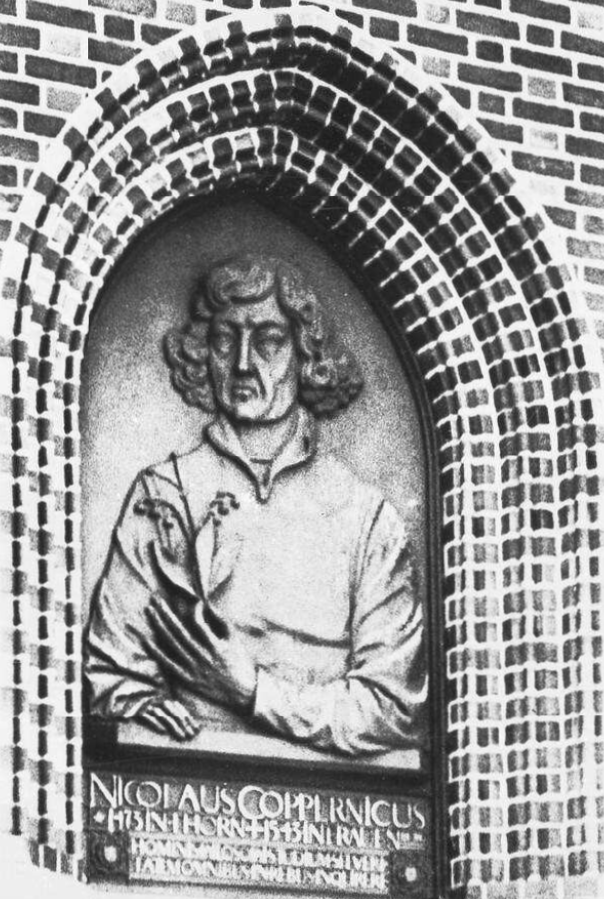
Tarcza portretowa na pomniku
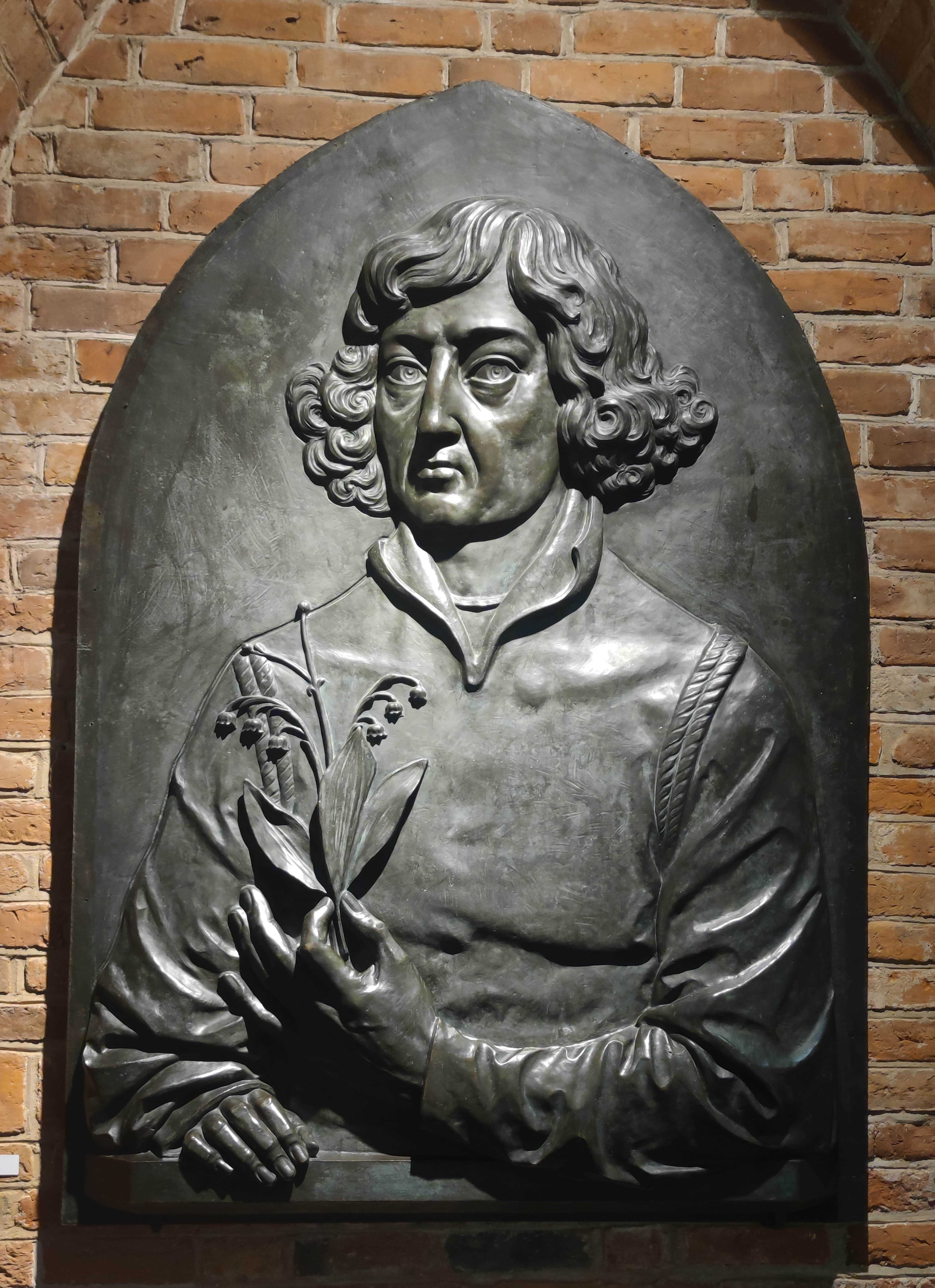
Współcześnie w Muzeum
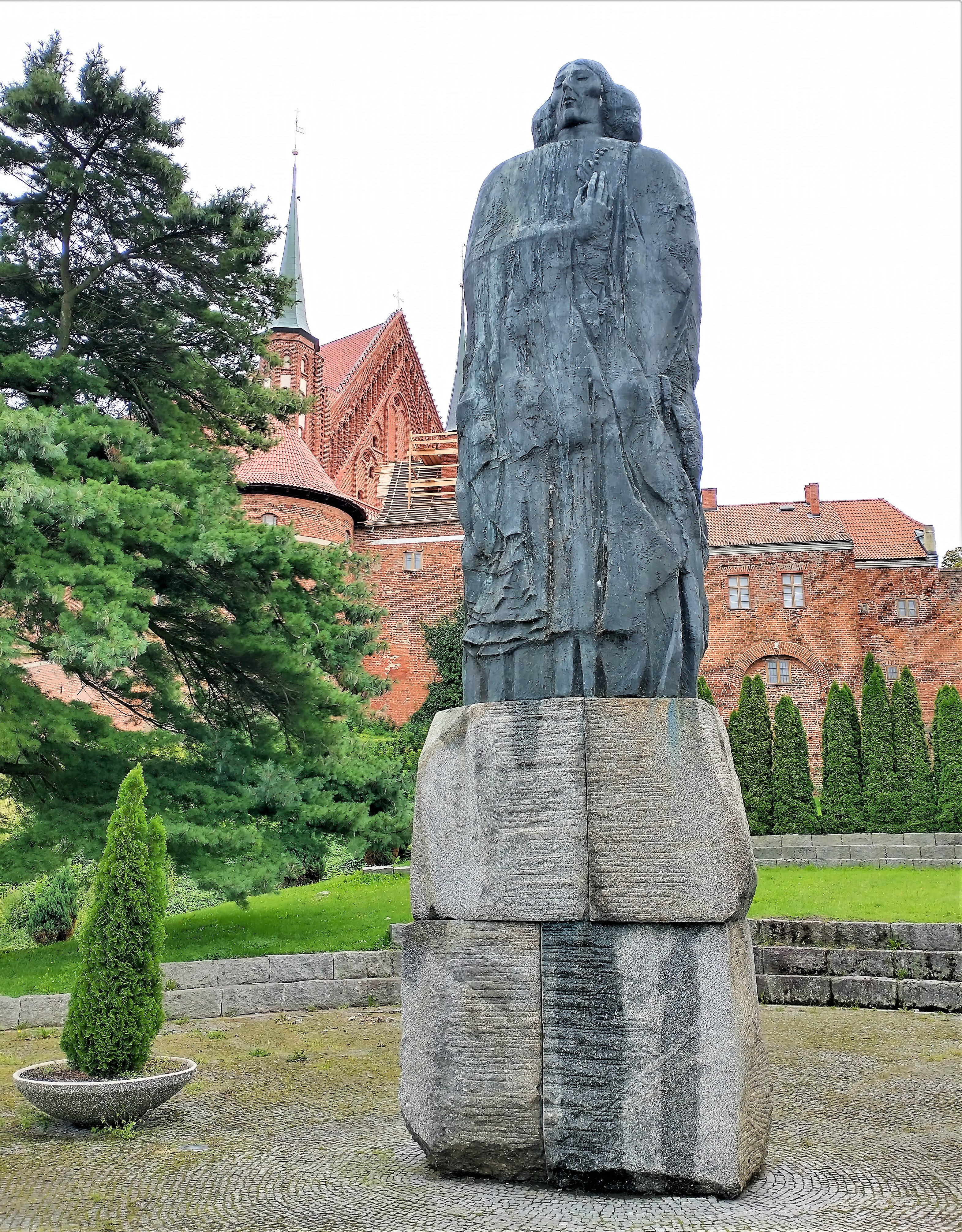
Pomnik współczesny (1973)